# DFS 194
Il DFS 194, designato in seguito Messerschmitt Me 194, era un aereo sperimentale spinto da un endoreattore progettato da Alexander Lippisch e sviluppato in Germania tra la fine degli anni trenta e l'inizio degli anni quaranta.
Realizzato inizialmente dal Deutsche Forschungsanstalt für Segelflug (DFS), a seguito di problemi di sviluppo il programma venne trasferito alla Messerschmitt che riutilizzò l'esperienza acquisita per realizzare il caccia Me 163, primo velivolo pilotato equipaggiato con endoreattore ad entrare in servizio operativo.

## Storia del progetto
Prima dello scoppio della seconda guerra mondiale, Hellmut Walter iniziò a sperimentare diversi progetti di motori a razzo con perossido di idrogeno come combustibile. Il perossido di idrogeno era particolarmente utile come carburante per i motori a razzo a "monopropellente", data la sua infiammabilità (provocata dalla scomposizione delle sue molecole) semplicemente passando attraverso un catalizzatore metallico. Questo significava che un motore poteva essere costituito da niente più che una pompa e un tubo con un rivestimento a maglia metallica. Il perossido di idrogeno era anche utilizzato come ossidante per un motore a razzo convenzionale, invece di essere unicamente un propellente.
Le instabilità nella camera di combustione rendevano difficile la scalabilità della potenza motrice, molto utile per un aereo. Sebbene alcuni missili e sistemi RATO fossero costruiti utilizzando questo progetto, ogni aereo basato su di esso avrebbe dovuto avere un peso molto contenuto. Allo stesso tempo, il consumo di carburante era tale che l'aereo avrebbe dovuto avere dei grandi serbatoi interni per contenerlo. Queste normalmente erano caratteristiche opposte: con le concezioni progettuali del tempo, aumentando la capacità dei serbatoi, aumentava proporzionalmente il peso e l'inerzia dell'aereo.
Alexander Lippisch stava lavorando da molti anni ad alcuni progetti di alianti senza coda, che più tardi propose di utilizzare con i motori Walter. Sebbene Lippisch non avesse ancora concepito un aliante con propulsione a razzo, capì che un aereo senza pianali di coda poteva permettere la costruzione di serbatoi interni con un volume molto maggiore, e avere la stessa inerzia di un velivolo convenzionale. La combinazione del motore a getto Walter con un grande aliante Lippish sembrò offrire il potenziale per creare un potente intercettore razzo a breve raggio.

### Sviluppo
Nei tardi anni trenta il Reichsluftfahrtsministerium (RLM), l'organo governativo che nella Germania nazista era responsabile di tutto ciò che riguardava lo sviluppo dell'aviazione nazionale, si interessò agli studi di Alexander Lippisch intento a fare della ricerca aerodinamica intenta a sviluppare velivoli senza coda. A quel tempo Alexander Lippisch ed il suo gruppo di progettazione stavano lavorando presso il DFS che grazie alle sue attrezzature permetteva loro lo sviluppo dei DPS 39 e DPS 40. L'RLM gli espresse la volontà di valutare un velivolo da combattimento creato sulle specifiche del nuovo motore endotermico in fase di sviluppo progettato da Hellmuth Walter.
Lippisch, progettò un modello, che assunse la designazione DFS 194, il quale riuniva la configurazione alare con ala a delta unita ad una cellula in legno che potesse resistere alla velocità massima di 300 km/h.
Dopo le iniziali fasi di progettazione, resosi conto che non era in grado di sviluppare un simile modello presso lo DFS, Lippisch chiese ed ottenne di trasferire lui ed il suo gruppo di lavoro presso gli stabilimenti della Messerschmitt di Augusta.
Dopo aver lasciato, il 2 gennaio 1939, il vecchio laboratorio, ebbe inizio la fase finale dello sviluppo concretizzatosi nel prototipo, citato anche come Me 194, realizzato nella primavera 1940 ed abbinato al motore Walter HWK RI-203 in grado di fornire una spinta pari a 300 kg (circa 2,9 kN).
Il velivolo venne portato in volo con successo nell'agosto dello stesso anno, raggiungendo la velocità di 550 km/h.